# Гулнара Абдулаева
Гулнара Анвяровна Абдулаева (на украински: Гульнара Анвярівна Абдулаєва; на кримскотатарски: Gulnara Anvar qızı Abdulayeva) е украинска историчка и телевизионна водеща от кримско-татарски произход. През 2005 г. е наградена с грамота на Върховната Рада на Украйна за приноса си в развитието на младежката политика в Украйна.

## Биография
Родена е на 26 март 1979 г. в град Евпатория, Украинска ССР, СССР. Завършва история в Таврийския национален университет „Владимир Вернадски“. Постъпва на работа като главен редактор на списанието за младежка психология „Индиго“. Става автор и водещ на историческия проект Altin devir (в превод: Златният век) по телевизионен канал ATR. Задълбочено изследва историята на депортацията на кримските татари през 1944 г.
През 2021 г. издателството на братя Капранови „Зелено куче“ публикува нейната книга: научно-популярна монография „Кримските татари: от етногенезиса до държавността“. Това подробно изследване на вековната етническа история на кримските татари и другите коренни народи на Крим кара да разсее много наложени митове, и демонстрира националната идентичност, уникалността и ценността на кримскотатарската етническа група за човешката цивилизация. Монографията е издадена и на руски език през 2021 г. от издателство „Гамазин“.
На 9 август 2023 г. в Киев е представен културно-художественият проект „Цинцир / Верига – връзки на паметта“, посветен на традициите на кримските татари. В него Гулнара Адбулаева е куратор на аудиовизуалната част на проекта (цикъла „12 мита за Крим“ и образователната лекция „История и култура на Крим“).